# Planika
Planika (lat. Arbutus), biljni rod iz porodice vrjesovki. Pripada mu desetak vrsta zimzelenog grmlja i drveća, među kojima su najpoznatiji obična planika ili jagodnjak (A. unedo) i grčka ili pitoma planika (A. andrachne), koja je lokalno poznata i kao goli čovik, a raširena je po Mediteranu (Europa i Afrika). Nekoliko vrste rastu po Srednjoj i po Sjevernoj Americi, a A. menziesii također voli blizinu mora, i ima ga u obalnom području od Britanske Kolumbije do Kalifornije.
Ime roda dolazi možda od keltskog ar (opor) i butus (grm), ili od latinskog arbustum (šiblje).
Obična planika ima jestive plodove, ali veće količine mogu izazvati probavne smetnje. Plodovi se koriste i za izradu, pekmeza, vina i rakije.

## Vrste
1. Arbutus andrachne L.
2. Arbutus × andrachnoides Link
3. Arbutus × androsterilis Salas, Acebes & del Arco
4. Arbutus arizonica (A.Gray) Sarg.
5. Arbutus bicolor S.González, M.González & P.D.Sørensen
6. Arbutus canariensis Veill. ex Duhamel
7. Arbutus madrensis S.González
8. Arbutus menziesii Pursh
9. Arbutus mollis Kunth
10. Arbutus occidentalis McVaugh & Rosatti
11. Arbutus pavarii Pamp.
12. Arbutus tessellata P.D.Sørensen
13. Arbutus unedo L.
14. Arbutus xalapensis Kunth

## Vanjske poveznice
|  | Zajednički poslužitelj ima još gradiva o temi Arbutus |
|  | Wikivrste imaju podatke o taksonu Arbutus             |